# Logan Construction Company
Logan Construction Company, vorher Motor Storage & Repair Company und Motor Storage & Manufacturing Company, war ein US-amerikanischer Hersteller von Automobilen.

## Unternehmensgeschichte
Benjamin A. Gramm gründete 1902 die Motor Storage & Repair Company in Chillicothe in Ohio. Er begann mit der Produktion von Automobilen. Der Markenname lautete zunächst Gramm. 1903 änderte er die Firmierung auf Motor Storage & Manufacturing Company und den Markennamen auf Buckeye. Ab 1904 hieß die Firma Logan Construction Company und deren Produkt Logan. Im Frühsommer 1908 endete die Produktion, als das Unternehmen bankrott war. Gramm gründete daraufhin die Gramm-Logan Motor Car Company zur Produktion von Nutzfahrzeugen.
Es bestanden weder Verbindungen zur People’s Automobile Company oder zur Buckeye Wagon & Motor Car Company, die den gleichen Markennamen Buckeye verwendeten, noch zu Northwestern Motorcycle Works, die Fahrzeuge ebenfalls als Logan anboten.

## Fahrzeuge

### Markenname Gramm
Das einzige Modell war ein Dampfwagen. Der Neupreis lag im Bereich zwischen 750 und 900 US-Dollar.

### Markenname Buckeye
Dieses Modell hatte einen Vierzylinder-Ottomotor. Er leistete 12 PS. Das Fahrgestell hatte 229 cm Radstand. Die Karosserieform Surrey bot Platz für acht Personen.

### Markenname Logan
Die Fahrzeuge hatten ebenfalls Ottomotoren. Anfangs war wahlweise Luftkühlung und Wasserkühlung erhältlich. Ab 1907 entfielen wassergekühlte Motoren.
Für das Modell von 1904 ist kein Modellname überliefert. Ein Zweizylindermotor mit 10 PS Leistung trieb die Fahrzeuge an. Der offene Tourenwagen bot Platz für fünf Personen.
1905 gab es das Model D. Sein Zweizylindermotor war doppelt so stark, leistete also 20 PS. Der Radstand betrug 229 cm. Auch dies war ein fünfsitziger Tourenwagen.
1906 standen drei Modelle im Sortiment. Das Model F war ein zweisitziger Runabout mit 229 cm Radstand. Es hatte einen Zweizylindermotor mit 10 PS Leistung. Das Model G hatte den gleichen Radstand. Sein Vierzylindermotor leistete 20 PS. Er war als fünfsitziger Tourenwagen karosseriert. Das Model H war ebenfalls ein Tourenwagen mit fünf Sitzen. Allerdings betrug der Radstand 254 cm. Der Vierzylindermotor leistete 30 PS.
Von 1907 bis 1908 gab es nur noch zwei Modelle. Sie hatten beiden einen Vierzylindermotor mit 20/24 PS sowie 218 cm Radstand. Das Model O war ein Roadster. Der Blue Streak wurde als Semi-Race Roadster bezeichnet, war also sportlicher ausgelegt.
Außerdem entstanden ab 1904 Nutzfahrzeuge, die ab 1907 den Schwerpunkt der Produktion bildeten.

## Modellübersicht
| Jahr      | Marke   | Modell      | Zylinder | Leistung (PS) | Radstand (cm) | Aufbau               |
| --------- | ------- | ----------- | -------- | ------------- | ------------- | -------------------- |
| 1902      | Gramm   | Dampfwagen  |          |               |               |                      |
| 1903      | Buckeye |             | 4        | 12            | 229           | Surrey 8-sitzig      |
| 1904      | Logan   |             | 2        | 10            |               | Tourenwagen 5-sitzig |
| 1905      | Logan   | Model D     | 2        | 20            | 229           | Tourenwagen 5-sitzig |
| 1906      | Logan   | Model F     | 2        | 10            | 229           | Runabout 2-sitzig    |
| 1906      | Logan   | Model G     | 4        | 20            | 229           | Tourenwagen 5-sitzig |
| 1906      | Logan   | Model H     | 4        | 30            | 254           | Tourenwagen 5-sitzig |
| 1907–1908 | Logan   | Model O     | 4        | 20/24         | 218           | Roadster             |
| 1907–1908 | Logan   | Blue Streak | 4        | 20/24         | 218           | Semi-Race Roadster   |